# Cangjie-invoermethode

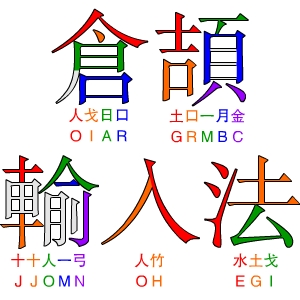
Voorbeeld voor het invoeren van 倉頡中文輸入法 in het traditioneel Chinees.

De Cangjie-invoermethode (vereenvoudigd Chinees: 仓颉输入法; traditioneel Chinees: 倉頡輸入法; pinyin: cāngjié shūrùfǎ) is een systeem voor het invoeren van Chinese karakters met een standaard computertoetsenbord. 
Deze invoermethode is in 1976 door Zhu Bangfu (朱邦復) ontwikkeld, die in het Chinees bekend staat als de "Vader van de Chinese computers" (中文電腦之父). De originele naam van deze invoermethode was de "Vorm en betekenis detectiemethode" (形意檢字法). Het originele doel was om het mogelijk te maken om Chinese karakters en hun samengestelde elementen op een computer in te kunnen voeren en te sorteren. Tijdens de ontwikkeling van dit systeem werkte Zhu Bangfu aan een Chinees communicatiesysteem voor de National Defense University. De toenmalige directeur van de universiteit, Jiang Weiguo (蔣緯國), hernoemde  de invoermethode in 1979 tot de Cangjie-invoermethode, ter ere van Cangjie, de mythische figuur die wordt beschouwd als de uitvinder van de Chinese karakters. 
In 1982 deed Zhu Bangfu publiekelijk afstand van zijn patentrechten op de Cangjie-invoermethode. Hij vond dat deze invoermethode onderdeel moest zijn van het Chinese cultureel erfgoed en dus in het publieke domein moest belanden. Hiermee wilde hij de digitalisering van het Chinese schrift stimuleren.  Tegenwoordig bieden vrijwel alle besturingssystemen ondersteuning voor de Cangjie-invoermethode. In regio's waar traditioneel Chinees wordt gebruikt, is de Cangjie-invoermethode een van de meest gebruikte vorm-gebaseerde invoermethoden.  
Cangjie maakt gebruik van het QWERTY-toetsenbord. Zhu Bangfu zag dat het standaard QWERTY-toetsenbord van Engelse besturingssystemen de internationale standaard werd en besloot dat de Chinese taal hier ook gebruik van moest maken.  In tegenstelling tot de Pinyin-invoermethode, die fonetische is ingesteld, is Cangjie een grafische invoermethode. Bij deze methode wordt elk Chinees karakter grafisch ontleed in verschillende onderdelen, die radicalen worden genoemd. Elke radicaal is toegewezen aan een specifieke toets op het toetsenbord.   

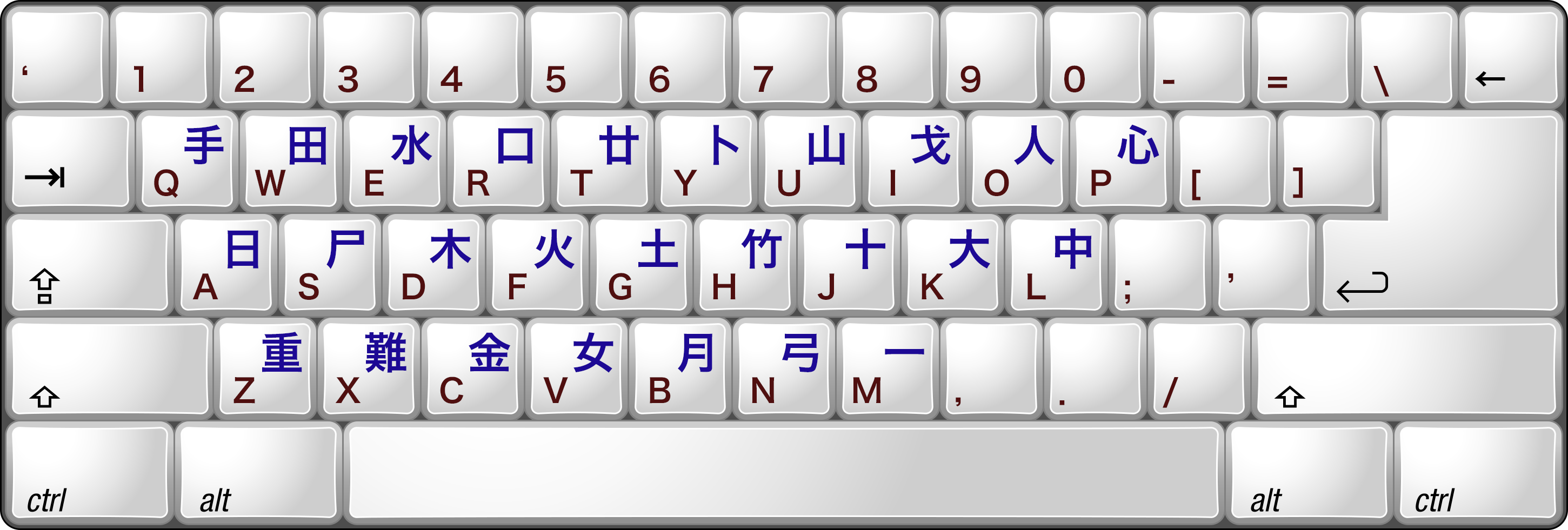
Cangjie-toetsenbord met de indeling van alle radicalen.

## Overzicht
De Cangjie-invoermethode is opgebouwd uit basiscomponenten die radicalen (字根) of letters (字母) genoemd worden. Er zijn 24 radicalen en 2 speciale toetsen, die elk overeenkomen met een van de 26 letters van het standaard QWERTY-toetsenbord.
De 24 toetsen voor het invoeren van de radicalen, zijn in 4 groepen ingedeeld:
- Filosofische groep - toetsen van A tot en met G
- Strepengroep - toetsen van H tot en met N
- Anatomische groep - toetsen van O tot en met R
- Karaktervormengroep - toetsen van S tot en met Y

| Groep            | Toets | Naam            | Geassocieerde vormen | Voorbeelden |
| ---------------- | ----- | --------------- | --- | --- |
| Filosofische     | A     | 日 zon          | | |
| Filosofische     | B     | 月 maan         | | |
| Filosofische     | C     | 金 goud         | | |
| Filosofische     | D     | 木 hout         | | |
| Filosofische     | E     | 水 water        | | |
| Filosofische     | F     | 火 vuur         | | |
| Filosofische     | G     | 土 aarde        | | |
| Strepen          | H     | 竹 bamboe       | | |
| Strepen          | I     | 戈 wapen        | | |
| Strepen          | J     | 十 tien         | | |
| Strepen          | K     | 大 groot        | | |
| Strepen          | L     | 中 centrum      | | |
| Strepen          | M     | 一 een          | | |
| Strepen          | N     | 弓 boog         | | |
| Anatomische      | O     | 人 persoon      | | |
| Anatomische      | P     | 心 hart         | | |
| Anatomische      | Q     | 手 hand         | | |
| Anatomische      | R     | 口 mond         | | |
| Karaktervormen   | S     | 尸 lijk         | | |
| Karaktervormen   | T     | 廿 twintig      | | |
| Karaktervormen   | U     | 山 berg         | | |
| Karaktervormen   | V     | 女 vrouw        | | |
| Karaktervormen   | W     | 田 veld         | | |
| Karaktervormen   | Y     | 卜 waarzeggerij | | \| |
| Speciale toetsen | X     | 難 moeilijk     | Deze toets wordt gebruikt voor speciale moeilijke karakters (難字), zoals 臼 wat ingevoerd kan worden met 竹難 | Deze toets wordt gebruikt voor speciale moeilijke karakters (難字), zoals 臼 wat ingevoerd kan worden met 竹難 |
| Speciale toetsen | Z     | 重 conflicten   | Deze toets werd oorspronkelijk gebruikt voor het oplossen van conflicten wanneer verschillende karakters dezelfde invoercode deelden. Sinds de derde generatie van Cangjie, wordt deze toets niet meer gebruikt voor het oplossen van conflicten maar dient deze voor het invoeren van leestekens. | Deze toets werd oorspronkelijk gebruikt voor het oplossen van conflicten wanneer verschillende karakters dezelfde invoercode deelden. Sinds de derde generatie van Cangjie, wordt deze toets niet meer gebruikt voor het oplossen van conflicten maar dient deze voor het invoeren van leestekens. |